# Monster Cable Products
Monster Cable Products er et firma, der producerer forbrugerelektronik, herunder kabler, hovedtelefoner, højtalere og fjernbetjeninger. 
Firmaet er privat ejet og offentliggør ikke salgstal, men kilder i branchen estimerer, at omsætningen er omkring 500 millioner dollars.
Monster Cable Products har i øjeblikket hjemme i Californien.